# Hans-Werner Rautenberg
Hans-Werner Rautenberg (* 6. Februar 1938 in Preußisch Holland; † 3. Januar 2009 in Marburg) war ein deutscher Historiker.

## Leben
Rautenbergs Vorfahren waren evangelische Salzburger Exulanten, die um 1731 aus ihrer Heimat nach Ostpreußen ausgewandert waren. Dort erlebte er 1945 als kleiner Junge die Eroberung durch die Rote Armee und das Kriegsende. Sein Vater war schon in Kriegsgefangenschaft, seine Mutter wurde von nach Sibirien deportiert. Seine Großmutter, er und sein kleiner Bruder wurden heimatvertrieben. Während der Vertreibung starb die Großmutter. Die beiden Jungen wurden zunächst im Lager Ludwigslust untergebracht. Dorthin kam nach einer Weile auch die Mutter. Später kehrte der Vater aus der Gefangenschaft zurück.
Die Familie zog nach Niedersachsen und ließ sich in Oldenburg nieder. Rautenberg machte dort 1959 Abitur, leistete anschließend Wehrdienst bei der Panzertruppe und studierte dann Geschichte, Germanistik und Philosophie in Münster. 1967 legte er das erste Staatsexamen ab und arbeitete anschließend als wissenschaftlicher Mitarbeiter am Glossar zur Geschichte des frühen Mittelalters im östlichen Europa. 1972 wurde er Hochschulassistent. 1977 schloss er bei Manfred Hellmann seine Promotion über den polnischen Aufstand 1863 und die europäische Politik im Spiegel der deutschen Diplomatie und der öffentlichen Meinung ab. 1982 wurde er wissenschaftlicher Mitarbeiter am Johann-Gottfried-Herder-Institut in Marburg; dort war er bis zur Pensionierung 2003 tätig. Von 1987 bis 1996 war er zugleich Lehrbeauftragter für ostdeutsche Landesgeschichte an der Johannes-Gutenberg-Universität Mainz.
Rautenberg war von 2001 bis zu seinem Tod Mitglied des Herder-Forschungsrats.
Er starb nach langer Krankheit am 3. Januar 2009 in Marburg.

## Publikationen (Auswahl)
- Wanderungen und Kulturaustausch im östlichen Mitteleuropa: Forschungen zum ausgehenden Mittelalter und zur jüngeren Neuzeit. DeGruyter, München 2006, ISBN 978-3486578386.
- Der „Ring um die Hauptstadt“: die polnische Minderheit in Litauen 1989 – 1993. Herder-Institut (Marburg), Marburg 1994, DNB 942145402.
- Ressentiments und Annäherungsversuche: das polnisch-jüdische Verhältnis in der polnischen Publizistik 1987 – 1992. Herder-Institut (Marburg), Marburg 1994, DNB 931825644.
- Trauma oder Traum? Der polnische Beitrag zur Mitteleuropa-Diskussion (1985 – 1990). Herder-Institut (Marburg), Marburg 1991, DNB 911197702.
- „Familienzusammenführung“ oder „Erwerbsemigration“? Die Spätaussiedler im Spiegel der polnischen Publizistik (1980 – 1989). Herder-Institut (Marburg), Marburg 1989.
- Der polnische Aufstand von 1863 und die europäische Politik: im Spiegel der deutschen Diplomatie und der öffentlichen Meinung. Steiner, Wiesbaden 1979, ISBN 3515029443.